# Awaken the Guardian Live
Awaken the Guardian Live è un album e video dal vivo del gruppo progressive metal Fates Warning, pubblicato il 28 aprile 2017 dalla Metal Blade Records.

## Il disco
L'album consiste nella registrazione audio e nel filmato dei due spettacoli speciali che la band ha tenuto nel 2016 per festeggiare il trentesimo anno dall’uscita del classico Awaken the Guardian; riunendosi per l’occasione con la formazione originale del 1986. Il primo dei due concerti si è tenuto il 30 aprile al festival Keep It True XIX in Lauda-Königshofen (Germania), mentre il secondo il 9 settembre al festival ProgPower XVII in Atlanta (Georgia, USA).
Awaken the Guardian Live è stato pubblicato sia in edizione standard, contenente come album dal vivo il solo concerto in Germania, ma entrambi gli show in video su DVD, sia in edizione limitata in formato digibook (con DVD e Blu-ray), in cui è presente anche su disco il concerto tenutosi negli Stati Uniti.
Lo show al Keep It True XIX è stato diretto e montato da Oliver "Bomber" Barth, mentre quello del ProgPower XVII è stato registrato e montato da Kent Smith, con i servizi di registrazione audio e video forniti da Lucid Lounge Studios (Atlanta). 
La direzione artistica del prodotto, i disegni e la copertina sono ad opera di Ioannis, il grafico che ha creato le copertine di The Spectre Within, Awaken the Guardian, A Pleasant Shade of Gray ed FWX.

## Tracce
Disco 1Awaken the Guardian Live from Keep It True XIX 2016
1. The Sorceress – 6:04 (Matheos, Arch)
2. Valley of the Dolls – 5:17 (Matheos, Arch)
3. Fata Morgana – 6:50 (Matheos, Arch)
4. Guardian – 7:57 (Matheos, Arch)
5. Prelude to Ruin – 8:24 (Matheos, Arch)
6. Giant's Lore (Heart of Winter) – 6:59 (Arch, Aresti)
7. Time Long Past (instrumental) – 2:08 (musica: Matheos)
8. Exodus – 9:11 (Matheos, Arch)

Disco 2Keep It True XIX 2016 Encores
1. The Apparition – 6:27 (Matheos, Arch)
2. Damnation – 6:31 (Matheos, Arch)
3. Night on Bröcken – 5:44 (Matheos, Arduini, Arch)
4. Epitaph – 12:47 (Matheos, Arch)

Disco 3DVD: Live dal Keep It True XIX 2016 e Live dal ProgPower XVII 2016 
1. The Sorceress
2. Valley of the Dolls
3. Fata Morgana
4. Guardian
5. Prelude to Ruin
6. Giant's Lore (Heart of Winter)
7. Time Long Past
8. Exodus
9. The Apparition
10. Damnation
11. Night on Bröcken
12. Epitaph
13. The Sorceress
14. Valley of the Dolls
15. Fata Morgana
16. Guardian
17. Prelude to Ruin
18. Giant's Lore (Heart of Winter)
19. Time Long Past
20. Exodus
21. Damnation
22. The Apparition
23. Kyrie Eleison
24. Epitaph

- Tracce 1-12 Live al Keep It True XIX 2016; Tracce 13-24 Live al ProgPower XVII 2016
- Il Blu-ray contiene gli stessi concerti

### Live album dell’edizione digibook
Disco 1Awaken the Guardian Live from ProgPower XVII 2016
1. The Sorceress – 6:03 (Matheos, Arch)
2. Valley of the Dolls – 5:23 (Matheos, Arch)
3. Fata Morgana – 7:00 (Matheos, Arch)
4. Guardian – 7:47 (Matheos, Arch)
5. Prelude to Ruin – 8:33 (Matheos, Arch)
6. Giant's Lore (Heart of Winter) – 7:04 (Arch, Aresti)
7. Time Long Past (instrumental) – 2:02 (musica: Matheos)
8. Exodus – 9:02 (Matheos, Arch)

Disco 2Keep It True XIX 2016 Encores
1. Damnation – 7:00 (Matheos, Arch)
2. The Apparition – 5:56 (Matheos, Arch)
3. Kyrie Eleison – 5:19 (Matheos, Arch)
4. Epitaph – 12:27 (Matheos, Arch)

## Formazione
- John Arch - voce
- Jim Matheos - chitarra
- Frank Aresti - chitarra
- Joe DiBiase - basso
- Steve Zimmerman - batteria

## Classifiche
| Anno | Classifica                | Posizione massima |
| ---- | ------------------------- | ----------------- |
| 2017 | Germania                  | 21                |
| 2017 | Stati Uniti (Independent) | 49                |
| 2017 | Stati Uniti (Heatseekers) | 20                |